# Турковское муниципальное образование
Ту́рковское муниципа́льное образова́ние — городское поселение в Турковском районе Саратовской области России.
Создано в 2005 году. Административный центр — рабочий посёлок Турки.

## География
Расположено на юго-востоке района.

## Население
| 2009  | 2010  | 2011  | 2012  | 2013  | 2014  | 2015  |
| ----- | ----- | ----- | ----- | ----- | ----- | ----- |
| 6791  | ↘6155 | ↗6160 | ↘6140 | ↘6058 | ↘6006 | ↘5930 |
| 2016  | 2017  | 2018  | 2019  | 2020  | 2021  | 2025  |
| ↘5837 | ↘5741 | ↘5664 | ↘5593 | ↘5498 | ↘5293 | ↘5082 |

## Населённые пункты
В состав городского поселения входят 2 населённых пункта:
| № | Населённый пункт | Тип населённого пункта | Население |
| - | ---------------- | ---------------------- | --------- |
| 1 | Турки            | рабочий посёлок        | ↘5063     |
| 2 | Чапаевка         | деревня                | ↘15       |